# Concord (condado de Essex)
Concord es un lugar designado por el censo ubicado en el condado de Essex en el estado estadounidense de Vermont. En el año 2010 tenía una población de 271 habitantes.

## Geografía
Concord se encuentra ubicado en las coordenadas 44°59′46″N 71°53′22″O / 44.99611, -71.88944.